# Peter Cruseder
Peter Cruseder, eigentlich Peter Kreuzer (* 17. Jänner 1980 in Grieskirchen, Oberösterreich) ist ein österreichischer Musikproduzent und Gründer der Electrosoul-Band La Rochelle Band.

## Leben
Kreuzer studierte Klassik- und Jazz-Klavier sowie Komposition an der Anton Bruckner Privatuniversität in Linz. 2013 produzierte er gemeinsam mit Parov Stelar die Musik der voestalpine Klangwolke. Am 24. Februar 2017 veröffentlichte er als Solo-Künstler seine zweite Single „King“, welche der offizielle Soundtrack der Seamaster ITTF World Tour 2017 wurde (rund 1,2 Milliarden Zuseher).
Ausgezeichnet wurde er für seine künstlerischen Tätigkeiten 2010 mit dem Austrian Newcomer Award., 2016 war er nominiert für den Amadeus Award in der Kategorie Songwriter des Jahres.

## Singles
- 2017 Cash
- 2017 King
- 2017 Loving You
- 2018 Rooftop One
- 2018 Mind
- 2019 Words
- 2019 Paradise
- 2020 Hero
- 2020 We Can Make It

## Remixes
In den letzten Jahren erhielt Peter Cruseder Remix-Aufträge von Parov Stelar, Rea Garvey, Russkaja, Max Raabe, Wallis Bird, Lilja Bloom, Marla Blumenblatt, Deladap uvm.